# Беля (Великопольське воєводство)
Беля (пол. Biela) — село в Польщі, у гміні Вільчин Конінського повіту Великопольського воєводства.
Населення — 202 особи (2011).
У 1975-1998 роках село належало до Конінського воєводства.

## Демографія
Демографічна структура станом на 31 березня 2011 року:
|          | Загалом | Допрацездатний вік | Працездатний вік | Постпрацездатний вік |
| -------- | ------- | ------------------ | ---------------- | -------------------- |
| Чоловіки | 105     | 30                 | 69               | 6                    |
| Жінки    | 97      | 22                 | 56               | 19                   |
| Разом    | 202     | 52                 | 125              | 25                   |